# Ballycastle
Ballycastle (Baile an Chaistil in gaelico irlandese) è una piccola cittadina dell'Antrim, nell'Irlanda del Nord. Nell'ultimo censimento, del 2001, la sua popolazione era di 5 089 abitanti. È il centro amministrativo e principale del Distretto di Moyle.
Nel porto è situato un monumento a Guglielmo Marconi, che fece la sua prima trasmissione radio da quel punto all'isola di Rathlin. Ballycastle è inoltre conosciuta per il suo Ould Lammas Fair, tenuto annualmente gli ultimi lunedì e martedì di agosto. La Corrymeela Community ha sede in città.